# Symphonie en Bill majeur
 (novembre 2021).
Symphonie en Bill majeur est le trente-huitième album de la bande-dessinée Boule et Bill, dessiné par Jean Bastide.

## Présentation de l'album
Boule aimerait jouer de la flûte, il demande à son père s'il peut lui en acheter une. Mais ce dernier préfère lui en fabriquer une lui-même, ce qui n'est pas si facile que cela, un accident est si vite arrivé... Finalement, la flûte est là, Boule peut apprendre à s'en servir, à jouer avec Pouf. Pour son père, c'est aussi l'occasion de faire de la musique en famille, comme lorsqu'il était enfant...

## Personnages principaux
- Boule, le jeune maître de Bill, jamais à court d'idées lorsqu'il s'agit d'aventures.
- Bill, le cocker roux susceptible et farceur.
- Caroline, la tortue romantique amoureuse de Bill.
- Pouf, le meilleur ami de Boule, qui entretient des rapports légèrement... conflictuels avec Bill !
- Les parents de Boule, toujours présents pour surveiller la petite famille et y mettre de l'ordre (ou non).

### Article externe
- Boule et Bill - Tome 38 : Symphonie en Bill majeur sur dargaud.com (consulté le 13 mars 2022).